# Aeroportul Penggung
Aeroportul Penggung (IATA: CBN, ICAO: WICD) este un aeroport din Cirebon, Provincia Java de Vest, Java⁠(d), Indonezia.
Situat la o altitudine de 19 m, aeroportul dispune de o singură pistă. Este operat de Direktorat Jenderal Perhubungan Udara⁠(d).